# 圓唇麗魚
圓唇麗魚，為輻鰭魚綱鱸形目隆頭魚亞目慈鯛科的一個種，分布於非洲坦干伊喀湖流域，為特有種，體長可達36.8公分，棲息在沿岸岩石水域，會至沙質水域覓食，屬肉食性，以貝類、甲殼類等為食，可作為觀賞魚。